# Valkeajärvi (sjö i Mänttä-Filpula, Birkaland, 62,14 N, 24,6 Ö)
Valkeajärvi är en sjö i kommunen Mänttä-Filpula i landskapet Birkaland i Finland. Sjön ligger 107,8 meter över havet. Arean är 95 hektar och strandlinjen är 5,34 kilometer lång. Sjön  ingår i Kumo älvs huvudavrinningsområde.   Den ligger omkring 83 km nordöst om Tammerfors och omkring 220 km norr om Helsingfors. 
Sjön ligger på näset mellan Keurusselkä och Ukonselkä.